# Fotógarancia
A fotógarancia szóösszetétel egy termék vagy szolgáltatás, hirdetésben vagy prospektusban megjelent képének valódiságának jelzésére használatos kifejezés. A „fotógarancia” összetett szó nem szerepel a hagyományos enciklopédiákban, a világháló hozta magával a kifejezés széles körű elterjedését, mivel az Interneten bárki bármilyen valós vagy valótlan tartalmat viszonylag könnyen és látszólag felelősségmentesen elhelyezhet, azaz valós fényképek helyett illusztrációkat használhat, ezzel megtévesztve a fogyasztókat. A kifejezés leginkább elterjed felhasználási területe a felnőtt társkeresés területe. A fotógarancia jelzés lehet szó vagy grafikus megjelölés, de lényegét tekintve a fotók eredetiségének jelzésére szolgál.

## Története
Néhány internetes fórumon már 2000 után fellehető volt a kifejezés, de első rendszerezett és egységes használata az ejszakaipillangok.hu weboldalhoz köthető (igazságügyi szakértői vélemény alapján 2004-ből), majd több más honlap is elkezdte kategorizálni a megbízható hirdetések fényképeit, külön szűrést rendelnek a fotógarancia meglétéhez. A www.ejszakaipillangok.hu az első, a fotógarancia jelzőt áruosztályként felhasználó weboldal.